# Karkówka (Basses-Carpates)
Pour les articles homonymes, voir Karkówka.
Karkówka est une localité polonaise de la gmina de Zaklików, située dans le powiat de Stalowa Wola en voïvodie des Basses-Carpates.